# Xã Wabash, Quận Darke, Ohio
Xã Wabash (tiếng Anh: Wabash Township) là một xã thuộc quận Darke, tiểu bang Ohio, Hoa Kỳ. Năm 2010, dân số của xã này là 887 người.